# Shingo Mimura

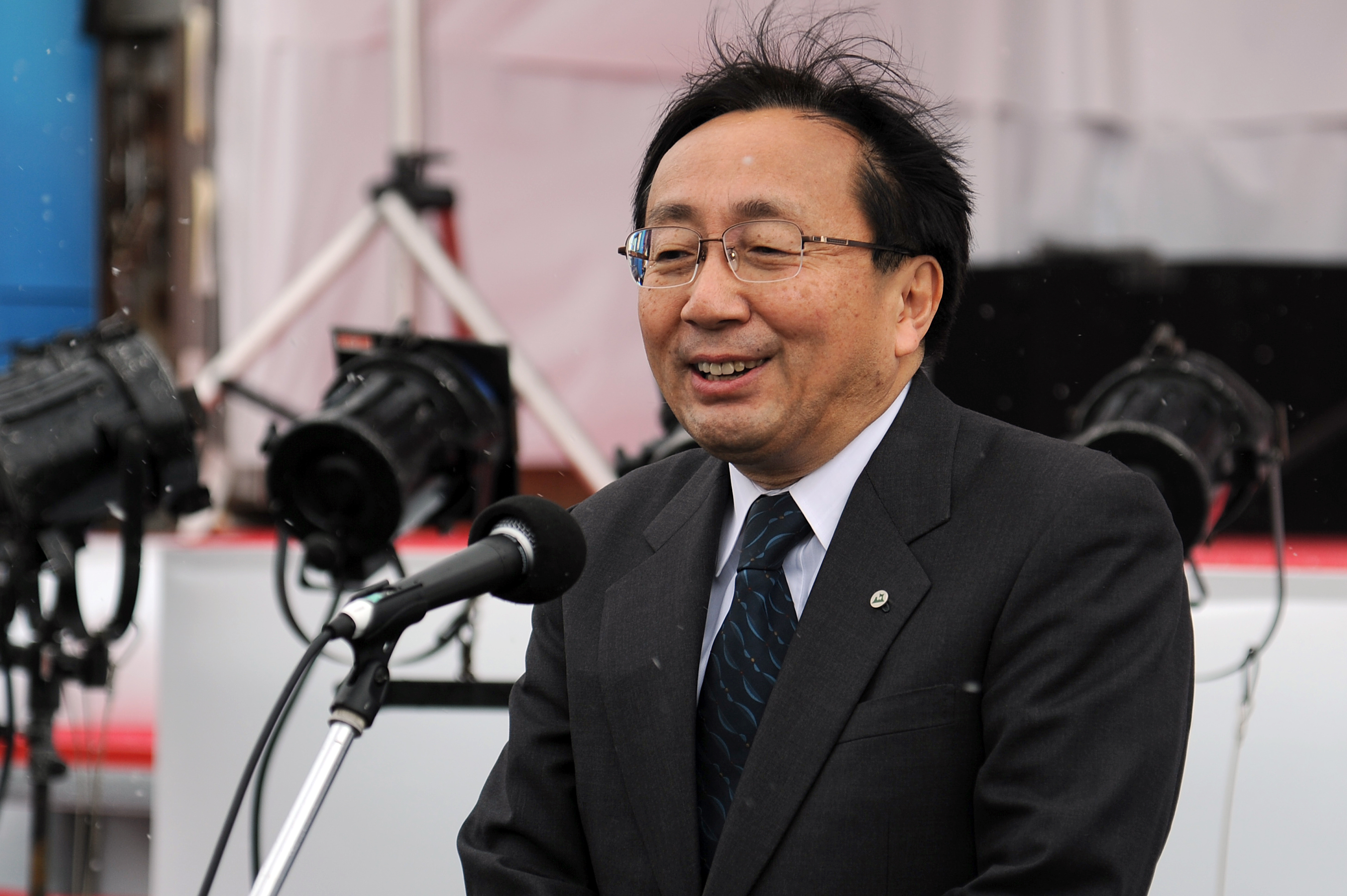
Shingo Mimura, 2012

Shingo Mimura (japanisch 三村 申吾, Mimura Shingo; * 16. April 1956 in Momoishi (heute: Oirase), Präfektur Aomori) ist ein japanischer Politiker und seit 2003 Gouverneur von Aomori.

## Leben und Karriere
Mimura, Absolvent der Universität Tokio, wurde in seinem Abschlussjahr 1981 Angestellter beim Verlag Shinchōsha. 1987 kehrte er in seine Heimat zurück und wurde 1992 zum Bürgermeister von Momoishi gewählt. Nach einer Amtszeit versuchte er bei der Shūgiin-Wahl 1996 den Wechsel in die nationale Politik, unterlag aber als Kandidat der Neuen Fortschrittspartei im 2. Wahlkreis Aomori mit knapp 800 Stimmen Akinori Eto (LDP). Bei den Wahlen vier Jahre später kandidierte er erneut, nun für das Mushozoku no Kai („Versammlung der Unabhängigen“), und gewann gegen Eto. Als Abgeordneter unterstützte er wie sein Parteifreund Hiroshi Nakada die Politik zur Liberalisierung der Wirtschaft von Jun’ichirō Koizumi (LDP), für den beide 2001 gegen ihre Fraktion bei der Wahl zum Premierminister stimmten.
Als der erst im Januar 2003 wiedergewählte Gouverneur von Aomori, Morio Kimura, im Juni desselben Jahres über einen Sex-Skandal vor einem bereits beantragten Misstrauensvotum des Präfekturparlaments zurücktrat, legte Mimura sein Abgeordnetenmandat nieder, um sich um Kimuras Nachfolge zu bewerben. Seine Kandidatur wurde mit hohem finanziellem Aufwand von LDP, Kōmeitō und Neuer Konservativer Partei unterstützt, sein wichtigster Gegenkandidat war Hokuto Yokoyama, der von DP, LP, SDP und Mimuras früherer Partei, dem Mushozoku no Kai, unterstützt wurde. Bei relativ hoher Wahlbeteiligung von 52,5 % gewann Mimura die Wahl mit rund 20.000 Stimmen Vorsprung vor Yokoyama.
Mimura trat das Gouverneursamt am 1. Juli 2003 an. Ein zentrales Streitthema seiner Amtszeit ist die geplante Inbetriebnahme der Wiederaufarbeitungsanlage Rokkasho, wo sich auch die Zentrale von Nihon Gennen (engl. Japan Nuclear Fuel) befindet. Die ursprünglich für 2005 geplante Inbetriebnahme der Anlage, für die die Präfekturregierung erhebliche Subventionen erhält, musste mehrfach verschoben werden, zuletzt 2010 auf Oktober 2012. Die Bewegung der Gegner von Rokkasho, zu der neben örtlichen Bürgergruppen traditionelle Kernkraftgegner wie die Sozialdemokratische Partei aber auch einzelne konservative Politiker wie Tarō Kōno, die gegen die Schließung des Brennstoffkreislaufs in Japan sind, und internationale Gruppen gehören, forderten eine Volksabstimmung (jūmin tōhyō, „Bürgerabstimmung“) über die Anlage – 2001 hatte eine Volksabstimmung in Kariwa in der Präfektur Niigata die dortige Einführung von MOX-Brennelementen verhindert, die später in Rokkasho aufbereitet werden sollen, und damit die gesamte Kernenergiestrategie der Zentralregierung in Frage gestellt. 2010 übermittelte Mimura der Zentralregierung die Genehmigung für die Lagerung radioaktiver Abfälle in Rokkasho.
2007 wurde Mimura mit Unterstützung von LDP und Kōmeitō gegen eine unabhängige Kernkraftgegnerin und einen kommunistischen Gegenkandidaten deutlich wiedergewählt (38 % Wahlbeteiligung, 79 % der Stimmen). In seine zweite Amtszeit fiel 2010 die Anbindung der Stadt Aomori an das Hochgeschwindigkeitsnetz durch die Inbetriebnahme der seit Jahrzehnten geplanten Verlängerung der Tōhoku-Shinkansen, deren Bau die Präfektur mit 185 Mrd. Yen unterstützte und für die sie weiterhin jährlich 10 Mrd. Yen Tilgung aufwendet. Außerdem muss sie die entstehenden Verluste bei der parallel verlaufenden Aoimori Tetsudō, einer Eisenbahn des sogenannten 3. Sektors, die zu über zwei Dritteln der Präfektur gehört, in Höhe von jährlich geschätzt 1,6 Mrd. Yen tragen.
2011, 2015 und 2019 wurde Mimura, von LDP und Kōmeitō unterstützt, mit deutlichen Mehrheiten im Amt bestätigt.